# 크레오
크레오(KRE-O)는 해즈브로가 대한민국의 블럭회사인 옥스포드와 합작하여 만들어낸 블럭 완구 시리즈이다. 2011년 가을에 알려졌으며 11월에 대한민국에서 가장 먼저 출시되었다. KRE-O는 라틴어 CREO에서 따왔는데 '내가 창조한다'라는 뜻이 있다. 현재까지 나온 브랜드로는 트랜스포머, 배틀쉽이 있다. 크레오 블럭들은 레고, 옥스포드, 메가블럭과 호환된다.

## 라인업

### 트랜스포머
- 31143 옵티머스 프라임(베이직). 90피스. 대상연령 6~12세. 피규어 미동봉
- 31144 범블비(베이직). 75피스. 대상연령 6~12세. 피규어 미동봉
- 31145 미라지. 119피스. 대상연령 6~12세. 피규어 2개 동봉
- 31146 재즈. 122피스. 대상연령 6~12세. 피규어 2개 동봉
- 30690 브라울. 174피스. 대상연령 6~12세. 피규어 2개 동봉
- 30662 라쳇. 182피스. 대상연령 6~12세. 피규어 2개 동봉
- 31771 사이드스와이프. 220조각. 대상연령 7~14세. 피규어 2개 동봉
- 36421 범블비. 335피스. 대상연령 7~14세. 피규어 3개 동봉
- 30688 메가트론. 310피스. 대상연령 8~14세 피규어 4개 동봉
- 30667 스타스크림. 316피스. 대상연령 8~14세. 피규어 2개 동봉
- 30687 센티넬 프라임. 386피스. 대상연령 8~14세. 피규어 4개 동봉
- 30689 옵티머스 프라임. 542피스. 대상연령 8~14세. 피규어 5개 동봉

## 동영상
유튜브에 있는 영상들로, 대부분 트랜스포머 시리즈에 관한 영상이 많다. 대표적으로 메가트론이 굴욕을 받는 것들이 유명하다.
1. 트레일러: 메가트론이 옵티머스 프라임과 결투하다 범블비에게 펀치로 맞는다.
2. Last Bot Standing 편: 메가트론은 복싱결투장에서 크레온(미니피겨) 크기인 범블비와 옵티머스에게 맞서나 옵티머스 프라임의 블래스터 한방에 사망하고 만다. 이 상황을 본 3명의 디셉티콘 관중들은 옵티머스 프라임과 범블비의 승리에 환호한다. 마지막에는 부활하면서 스타스크림과 교대한다.
3. THE BIG RACE 편: 범블비와 경주하는데 스타스크림이 범블비를 방해하려고 굴린 바위에 깔려죽어 역으로 자신이 방해를 당하고 만다.
4. 크리스마스 특집 에피소드인 A Gift For Megatron 편: 디셉티콘 부하들에게 조그만 총을 받다가 옵티머스 프라임과 레드얼럿이 몰래 선물한 범블비를 알아차리지 못하고 비클 모드로 조립하자 범블비가 갑자기 변신해 메가트론은 범블비에게 주먹으로 맞게 된다.
5. Megatron's Revenge 편: 자신의 굴욕 장면이 보도되는 뉴스를 보고 화가 나서 스타스크림과 함께 복수를 결심하고 박물관으로 가려다가 비클 모드로 달려오는 범블비에게 치여 사망하다 부활하지만 비클 모드로 달려오는 라쳇에게 치여 또 다시 사망한다.
6. TV 광고 Battle For Energon: 다크 에너존과 그것을 훔친 도둑을 붙잡아 에너지를 충전하지만, 옵티머스 프라임에게 펀치로 맞아 박살난다. 부활 후 옵티머스와 대결하게 되지만 결국 패배한다. 마지막에는 크레온(미니피겨) 상태에서 같은 크레온(미니피겨) 상태인 옵티머스 프라임에게 수감당하고 만다.

## 참고 문헌
- 영문위키피디아, Kre-O 항목 및 Hasbro 항목
- “Hasbro Extends Disney Pact for Marvel, Star Wars Toys and Games”. Variety. 2013년 7월 22일. 2013년 8월 10일에 확인함.